# Dustin Sleva
Dustin Nathaniel Sleva (Pittsburgh, Pensilvania, 23 de septiembre de 1995) es un jugador de baloncesto estadounidense que pertenece a la plantilla del Žalgiris Kaunas, equipo que milita en la LKL de Lituania. Con 2.03 metros de estatura, juega en la posición de ala-pívot.

## Trayectoria deportiva
Es un alero formado durante cuatro temporadas en la Universidad de Shippensburg en Pensilvania, con el que disputó la NCAA desde 2014 a 2018 con los Shippensburg Red Raiders.
Tras no ser drafteado en 2018, el 16 de agosto de 2018 firmaría por el Paris Basketball de la LNB Pro B, la segunda división del baloncesto francés.
Tras tres temporadas en la LNB Pro B, en la temporada 2020-21 lograría el ascenso con el conjunto parisino a la LNB Pro A, la primera división del baloncesto francés, logrando unos promedios de 14,15 puntos en 34 partidos disputados.
En la temporada 2021-22, formaría parte de la plantilla del Paris Basketball de la LNB Pro A.
En enero de 2023, es cedido al Basketball Löwen Braunschweig de la Basketball Bundesliga, en el que promedia 13,4 puntos y 6,0 rebotes con un 47,2% de acierto en triples.
El 25 de julio de 2023 se oficializa su contratación por UCAM Murcia CB para un año, donde disputará la Liga ACB y la Champions Basketball League  (BCL) En Liga Endesa disputa 45 partidos, con promedios de 24 minutos, 38,3% de efectividad en los triples, 4,8 rebotes, 9,6 puntos y 10,7 de valoración. En Champions, sus números fueron similares, con 23,2 minutos, 4,7 rebotes, 10,5 puntos y 9,3 de valoración.
El 26 de junio de 2024 fichó por el Beşiktaş de la BSL turca.